# Mnich (gromada w powiecie kutnowskim)
Mnich – dawna gromada, czyli najmniejsza jednostka podziału terytorialnego Polskiej Rzeczypospolitej Ludowej w latach 1954–1972.
Gromady, z gromadzkimi radami narodowymi (GRN) jako organami władzy najniższego stopnia na wsi, funkcjonowały od reformy reorganizującej administrację wiejską przeprowadzonej jesienią 1954 do momentu ich zniesienia z dniem 1 stycznia 1973, tym samym wypierając organizację gminną w latach 1954–1972.
Gromadę Mnich z siedzibą GRN w Mnichu utworzono – jako jedną z 8759 gromad na obszarze Polski – w powiecie kutnowskim w woj. łódzkim, na mocy uchwały nr 30/54 WRN w Łodzi z dnia 4 października 1954. W skład jednostki weszły obszary dotychczasowych gromad Mnich, Skórzewa, Stanisławów i Raj (z wyłączeniem kolonii Marianka) oraz parcelacja Grotowice z dotychczasowej gromady Sieraków ze zniesionej gminy Oporów, a także obszar dotychczasowej gromady Komadzyn ze zniesionej gminy Strzelce w tymże powiecie. Dla gromady ustalono 13 członków gromadzkiej rady narodowej.
Gromadę zniesiono 31 grudnia 1959, a jej obszar włączono do gromad Oporów (wieś, osadę i parcelę Skórzewa, wieś Skórzewka, wieś Raj, wieś i parcelę Golędzkie, wieś Anin, wieś Stanisławów, kolonię, parcelę i osadę poduchowną Mnich oraz parcelę Grotowice) i Bielawki (wieś i parcelę Komadzyń, kolonię Matyldów, kolonię Polesin i kolonię Franciszków).